# 步行者優先/濃
《步行者優先/濃》是日本二人组合柚子（ゆず）的第19张单曲。2003年10月22日由其所属公司Senha&Company发售。